# Alicia Morel
Alicia Morel Chaigneau (Santiago, 26 de julio de 1921-1 de marzo de 2017) fue una escritora, novelista, cuentista, dramaturga, poeta y ensayista chilena, más conocida por su trabajo en el campo de la literatura infantil y del teatro para niños y de marionetas.

## Biografía

### Primeros años
Alicia Morel nació el 26 de julio de 1921, en el seno de una familia muy bien educada, de la cual era la mayor de seis hermanos. Desde muy joven se ha mostrado enormemente interesada por la literatura, cuyos autores predilectos eran Oscar Wilde, Lewis Carrol, Hans Christian Andersen, Charles Perrault, los Hermanos Grimm y Selma Lagerlöf, los cuales serían parte de la base de sus inspiraciones para escribir sus cuentos. También sentía una gran fascinación hacia el mundo rural y su naturaleza, en donde observaba y estudiaba a los insectos, los árboles, las flores y el clima, donde comúnmente salía a jugar con sus hermanos y explorar en las cercanías de su hogar.
Su padre es descrito como un hombre generoso, tierno, y autoritario, que solía tocar el violonchelo. La familia tuvo numerosas mudanzas a lo largo de la infancia de Alicia. Con el avance de los años, Alicia aprende a tocar el piano, y comienza a escribir sus primeros cuentos y poemas, tomando como base al Cajón del Maipo, debido a que frecuentaba mucho el lugar, por su naturaleza. Con doce años, descubre que su vocación es escribir, y es alentada en ello por Jorge Zuloaga, un amigo de la familia, quién le ofrece libros de autores como James Joyce, Katherine Mansfield y González Vera. Era hermana de Eduardo Morel Chaignau, y a través de él fue tía de la primera dama de Chile (2010-2014; 2018-2022), Cecilia Morel Montes.

### Matrimonio
Contrajo matrimonio con el destacado político William Thayer. Tuvieron siete hijos.

### Carrera literaria
Con sólo 16 años, inició su trabajo literario en 1938 con una autoedición familiar titulada En el campo y la ciudad, y desde esa primera publicación ha incursionado en varios géneros como la novela, poesía, relato, leyendas chilenas y cuentos infantiles. Cuatro años después, Zuloaga la invita a una ceremonia de premiación del escritor Francisco Coloane, por su obra más famosa, que es El último grumete de la Baquedano, en donde confirmará su labor como escritora. Durante un periodo, trabajó como arsenalera, ya que sentía una gran devoción a curar enfermos, y también se dedica a reparar y encuadernar libros viejos.
En 1951, publica su poemario Como una raíz de agua, y realiza un viaje cultural a Europa, en donde conoce a Gabriela Mistral en Nápoles, Italia, a quién describe que posee un aura de fuerte soledad.
Además, ha colaborado con otros escritores, como por ejemplo con Marcela Paz en Perico trepa por Chile, que en 2012 se adaptó al teatro.
Durante la década de 1950 nacen dos de sus personajes más conocidos, La Hormiguita Cantora y el Duende Melodía, cuyas historias «desde 1954 a 1957 se transmiten [como] audiciones radioteatralizadas para los niños en Radio Chilena y Radio Cooperativa Vitalicia, (...) aventuras que se publican en 1956 y 1957». Estos cuentos serán posteriormente ilustrados por parte de su amiga e ilustradora Elena Poirier. Durante esa época comienza también a visitar colegios en donde hace teatros con marionetas a niños, donde además presentará más de 15 historias y decenas de personajes.
Fue una de las fundadoras de la Organización Internacional para el Libro Juvenil Chile en 1964 —junto a las escritoras Lucía Gevert Parada, Marcela Paz y Maité Allamand, entre otras—, institución en la que fue su vicepresidenta durante los primeros años. También colabora en diversos proyectos educativos, creando una revista para la Caja de Compensación ASIMET, y participa en la revista El Volantín, la cual se publica dos veces al año.
Durante su trayectoria profesional ha recibido varios reconocimientos, entre ellos la Orden al mérito del Consejo Mundial de Educación en 1989 y dos homenajes por su trayectoria en la 21.ª Feria internacional del libro infantil y juvenil en 2007 y en el Congreso iberoamericano de lengua y literatura infantil y juvenil (CILELJ) en 2010; durante este mismo año fue seleccionada para representar a Chile en los Premios Hans Christian Andersen.

## Obras

### Poesía
- 1938: En el campo y la ciudad.
- 1951: Como una raíz de agua.
- 1990: El árbol de los cielos.
- 2007: Color del tiempo.

### Novela
- 1940: Juanilla, Juanillo y la Abuela.
- 1965: El jardín de Dionisio.
- 1978: Perico trepa por Chile en coautoría con Marcela Paz.
- 1988: El viaje de los duendes al otro lado del mundo.
- 2001: El fabricante de risas.
- 2001: La conquista del rocío.
- 2002: El viaje de los invisibles.
- 2010: Espejos Paralelos.

### Cuento
- 1973: Cuentos de la Pícara Polita.
- 1978: Nuestros cuentos (antología de autores chilenos).
- 1983: Cuentos Araucanos, La gente de la Tierra.
- 1983: La noche en la ventana.
- 1985: Polita va a la escuela.
- 1996: Polita en el bosque.
- 1999: Las manchas de Vinca.
- 2004: Mozart cuenta la Flauta Mágica, cuento.
- 2007: Travesuras de Polita.
- 2008: El Cururo incomprendido.
- 2010: El secreto del caracol.
- 1991: Polita aprende el mundo.
- 1991: La Hoja Viajera.
- 1991: Cuentos de tesoros y monedas de oro.
- 1992: Una aguja y un dedal.
- 1993: Cuentos de la lluvia.
- 1994: Aventuras del Duende Melodía.
- 1994: El baile de los cantaritos.
- 1994: La cartera azul y Amigos del bosque.
- 1978: El Increíble Mundo de Llanca.
- 1995: El cururo incomprendido.
- 2015: Cuentos de la Panchita.

### Traducción
- 1990: Traducción de El Rey del Río de Oro de John Ruskin.
- 1981: Traducción de El Principito, de Antoine de Saint-Exupéry.
- 1982: Traducción de La fiesta en el Jardín de Katherine Mansfield.

### Otros
- 1956: La Hormiguita Cantora y el Duende Melodía.
- 1977: ¿Quién soy? (ensayo).
- 1984: Los viajes misteriosos de María (ensayo).
- 1986: La flauta encantada. Títeres y teatro para niños.
- 1990: Variaciones Literarias (ensayos sobre Virginia Woolf y Katherine Mansfield).
- 1991: Hagamos títeres. Texto de enseñanza y cinco obras para títeres.
- 1995: La Era del Sueño (ensayo).
- 1996: Leyendas bajo la Cruz del Sur.
- 2004: La Biblia contada para ti en coautoría con Jacqueline Balcells.
- 2005: La última polilla del otoño.
- 2006: Una mariposa en apuros, El baile del Picaflor.
- 2007: Polita en el bosque.
- 2009: El Paraguas mágico.
- 2009: Polita Aprende el mundo y Polita va a la escuela.

## Premios
- 1989, Orden al mérito del Consejo Mundial de Educación (1989).
- 2010, Homenaje del Congreso Hispanoamericano CILELJ por su trayectoria.[17]